# Henry Schein
Henry Schein, Inc. ist ein im Jahr 1932 gegründeter US-amerikanischer Anbieter von Produkten und Dienstleistungen für niedergelassene Humanmediziner, Zahnärzte und Tierärzte. Zudem werden Dentallabors, Kliniken und andere medizinische Einrichtungen betreut. Das Unternehmen mit Hauptsitz in Melville im Bundesstaat New York beschäftigt weltweit über 21.600 Mitarbeiter und hat etwa 800.000 Kunden. Henry Schein ist im NASDAQ börsennotiert und eine Fortune-500-Firma. 

## Geschichte
Das Unternehmen führt seine Wurzeln auf eine 1932 von Henry und Esther Schein in Woodside (zu Queens im US-Bundesstaat New York gehörend) gegründete Apotheke zurück. 1942 begann Schein mit dem Direktvertrieb von Penizillin, womit eine erste Wachstumsphase begann. Ab den 1950er Jahren verlagerte Schein den Schwerpunkt vom Verbrauchergeschäft auf die Belieferung von Praxen und Laboren. In den 1980er Jahren führte Jay Schein eine weitgehende Automatisierung der gesamten Lieferkette ein, was zu weiterem starkem Wachstum beitrug. Es folgten bis heute zahlreiche Übernahmen von Mitbewerbern. Nach dem Tod von Jay Schein 1989 begann unter der Führung von Stanley M. Bergman der Eintritt in den internationalen Markt (beginnend in Europa). Seit 1995 wird das Unternehmen im NASDAQ gelistet (Kürzel HSIC).

## Soziale Verantwortung
Das Bekenntnis von Henry Schein zu gesellschaftlicher Verantwortung hat sich über fast acht Jahrzehnte aus einer tief verwurzelten Familientradition entwickelt und zur Gründung von Henry Schein Cares, dem Corporate-Social-Responsibility-Programm des Unternehmens, geführt. Unter dem Motto „Helping Health Happen“ unterstützt Henry Schein weltweit Aktivitäten, die eine bessere medizinische Versorgung von benachteiligten Bevölkerungsgruppen ermöglichen.
Henry Schein Cares konzentriert sich auf die Weiterentwicklung von drei Bereichen: Prävention und Behandlung, Stärkung der Selbsthilfefähigkeit sowie Katastrophenvorsorge und Nothilfe. Das Wirtschaftsmagazin Fortune hat Henry Schein in der weltweiten Rangliste der „World’s Most Admired Companies“ mit dem ersten Platz seiner Branche in der Kategorie „Soziale Verantwortung“ ausgezeichnet.
In Deutschland unterstützt Henry Schein verschiedene Projekte im Gesundheitsbereich.